# Armindo Vaz d'Almeida
Armindo Vaz d'Almeida (nascut el 1953) és un polític africà, antic primer ministre de São Tomé i Príncipe. Va ocupar el càrrec des del 30 de desembre de 1995 al 19 de novembre de 1996. És membre del Moviment per l'Alliberament de São Tomé i Príncipe/Partit Socialdemòcrata (MLSTP-PSD).